# Cratere Yvonne
Yvonne  è un cratere sulla superficie di Venere.